# 勒维冈 (洛特省)
勒维冈（法語：Le Vigan，法語發音：[lə viɡɑ̃] ⓘ）是法国洛特省的一个市镇，属于古尔东区。

## 地理
勒维冈（44°44'30"N, 1°26'20"E）面积34.4 平方千米，位于法国奧克西塔尼大區洛特省，该省份为法国西南部内陆省份，北起顺时针与科雷兹省、康塔爾省、阿韦龙省、塔恩-加龙省、洛特-加龍省和多尔多涅省接壤。
与勒维冈接壤的市镇（或旧市镇、城区）包括：昂格拉尔-诺扎克、古尔东、派拉克、雷亚盖、圣西尔克-苏亚盖、圣普罗热、苏西拉克。

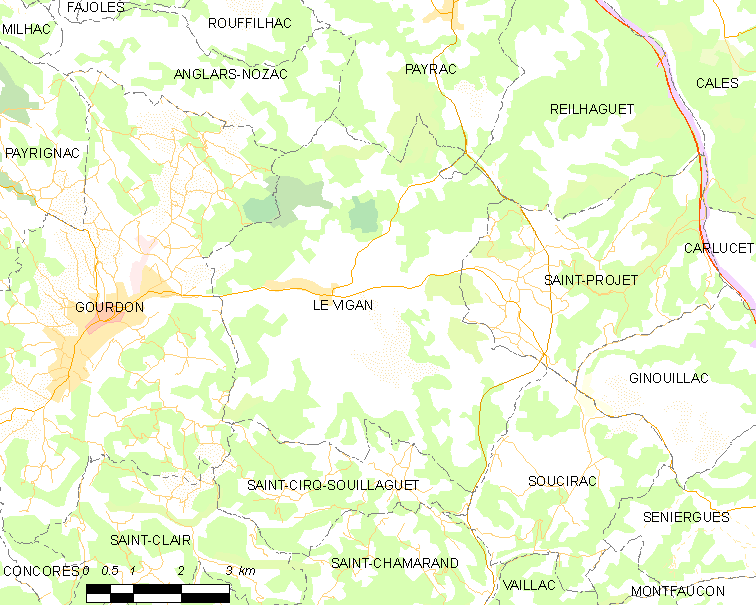
的OSM定位图

勒维冈的时区为UTC+01:00、UTC+02:00（夏令时）。

## 行政
勒维冈的邮政编码为46300，INSEE市镇编码为46334。

## 政治
勒维冈所属的省级选区为古尔东县。

## 人口

1962-2008年间人口变化图示

勒维冈于2022年1月1日时的人口数量为1544人。